# Aiapaec
Les Moches, un peuple précolombien ayant existé du début du IIe siècle jusqu'au VIIIe siècle au Nord du Pérou, probablement vénéraient une divinité principale baptisée Aiapaec, (du Mochica aiapæc [a.ja.pøk] ou [ajapɨk] «Dieu le Père») pour Rafael Larco Hoyle. C'est le dieu décapiteur ou étrangleur (El Decapitador ou El degollador en Espagnol), aussi connu comme Wrinkled Face (Anglais pour «face ridé»). L'on trouve représentée sur de nombreuses céramiques et fresques.
On pense qu'il s'agit d'allusions au rituel de sacrifice humain pratiqué sur la Huaca de la Luna. Il s'agit du principal centre religieux et cérémoniel du peuple Moche proche de Trujillo dans le département de La Libertad au Pérou.

## Désignation
La divinité est maintenant connue sous le nom d'«Ai apaec», attribué au XXe siècle par l'archéologue Rafael Larco Hoyle d'après une épithète catholique désignant Dieu le Père en langue mochica coloniale. Larco Hoyle a choisi ce nom à partir de la grammaire coloniale cathéchétique du mochica, où le mot aiapæc signifiait littéralement « faiseur, créateur ». Il pensait qu'il s'agissait d'un nom préhispanique d'une divinité Moche.
L'archéologue Christopher Donnan nommait cette divinité locale Wrinkled Face («face ridé» en Anglais) à cause de son apparence.
Pour les Moches, c'était l'un de leurs dieux punisseurs, le plus craint et adoré. Ai apaec était vénéré comme le dieu créateur, protecteur des Mochicas, fournisseur d'eau, de nourriture et de triomphe militaire.

## Représentation
La représentation la plus courante et la plus connue d'Ai apaec est celle que l'on peut voir dans les peintures murales de la Huaca de la Luna près de Trujillo. Il y apparaît sous forme de multiples exemplaires d'un visage anthropomorphe avec des crocs de félin et entouré des vagues de l'océan.
Il prend souvent la forme d'une araignée, ou encore d'une créature ailée ou d'un monstre marin. Lorsque le corps est entièrement représenté, on le voit toujours tenant dans une main un couteau, et de l'autre une tête décapitée tenue par les cheveux.
Mais, Ai apaec était aussi représenté sous diverses formes, variant dans le temps, l'espace et les supports sur lesquels son image était figurée :
- En joaillerie par exemple, il présente une forme d'arachnide, avec 8 pattes et un visage anthropomorphe avec des crocs de jaguar et un nez de singe.

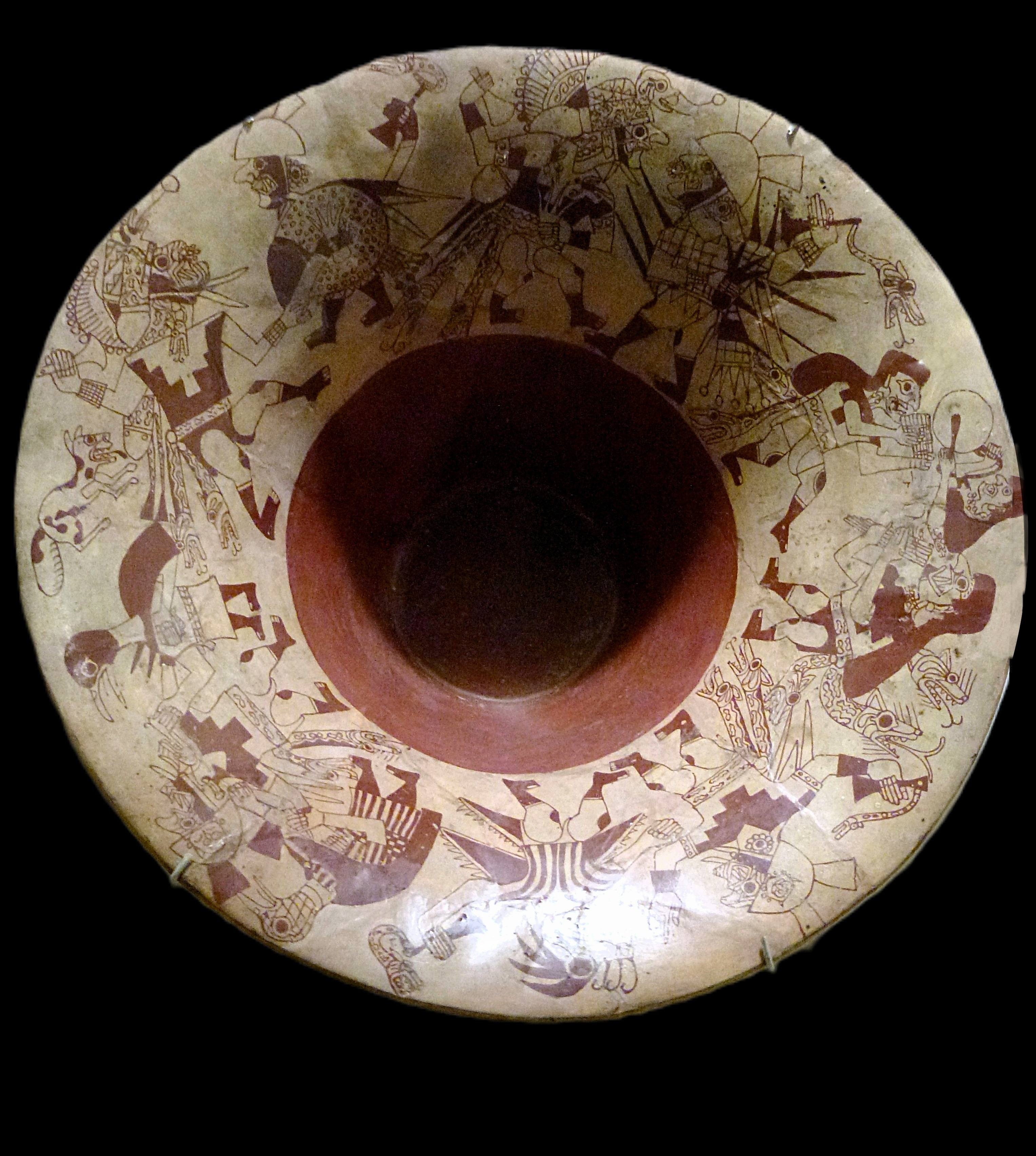
Céramique décrivant l’épopée d’Ai Apaec. Musée Larco, Lima

- En céramique il est plus anthropomorphe, il a généralement la tête dans les mains et parfois deux serpents qui germent de sa tête. Cette caractéristique se retrouve dans certains portraits muraux, ainsi que dans les vagues, car les Mochicas ont développé leurs activités près de la mer.
- Dans la sculpture, on peut le voir avec un bâton et une forme totalement humanoïde, avec un visage sévère et des crocs félins.

Comme offrandes il recevait des sacrifices humains, dans lequel les prisonniers étaient décapités et leurs têtes offertes à la divinité.

Diverses représentations d'Ai apaec (Art Moche).
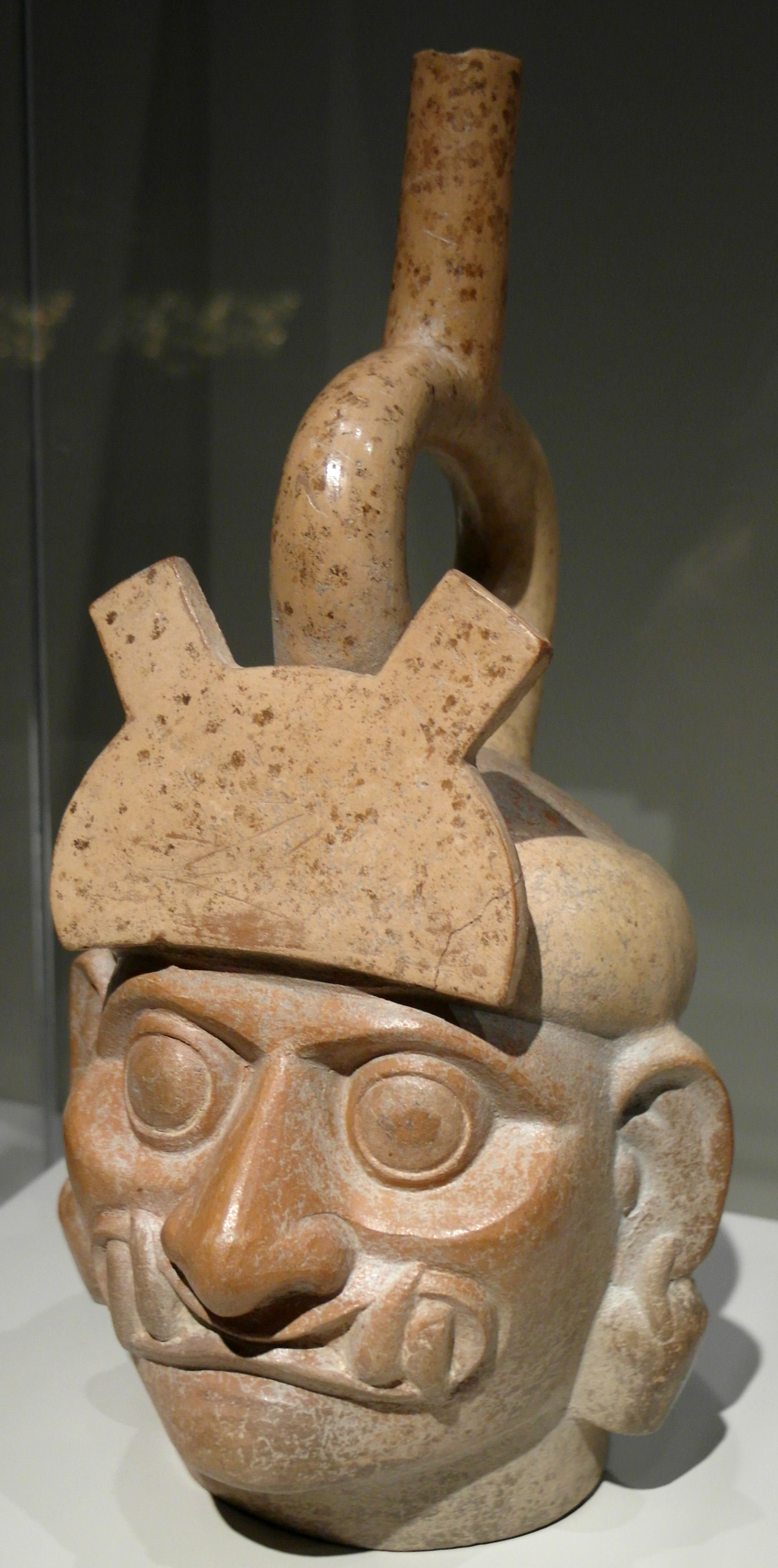
Céramique.
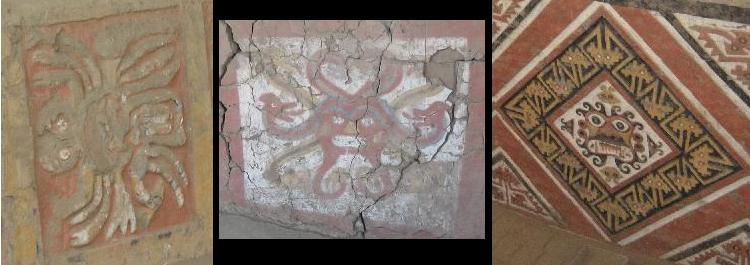
De gauche à droite : Forme arachnide - Avec deux serpents lui sortant de la tête - Tel qu'il est présenté à la Huaca de la Luna.
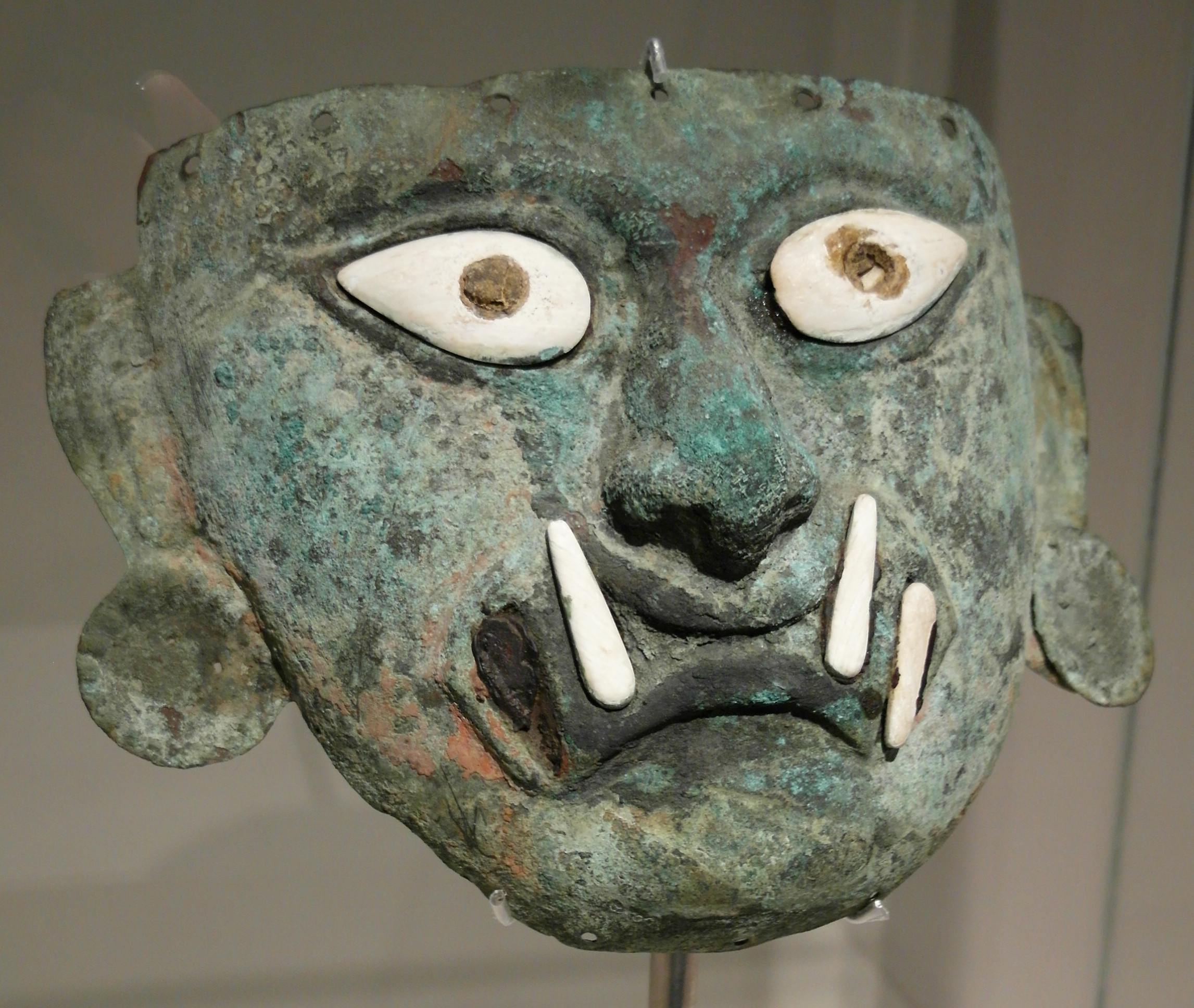
Masque - Cuivre et coquillage.

## Dans la culture
Dans les bande dessinée de l'univers Marvel Comics, Ai apaec est un méchant. Il y est représenté comme ayant le torse d'un homme (avec des serpents pour les cheveux et de grandes crocs) ayant comme bas du corps une énorme araignée. Recruté par Norman Osborn, il reçoit un sérum spécial qui le transforme en une version noire de Spider-Man. Sous cette forme, il apparaît dans la deuxième série de publications des BD de Dark Avengers. Le personnage apparaît également dans les collections Spider-Verse (en) et dans New Crusaders (en) de Archie Comics.